# Abdullah Al-Khaibari
Abdullah Al-Khaibari est un footballeur international saoudien né le 16 août 1996. Il évolue au poste de milieu défensif à Al-Nassr FC.

## Carrière

### En sélection
Il joue son premier match en équipe d'Arabie saoudite le 26 février 2018, en amical contre la Moldavie (victoire 3-0).
Il est ensuite convoqué pour disputer la Coupe du monde 2018 qui se déroule en Russie.